# Gabrielle à la rose
Gabrielle à la rose è un dipinto del pittore francese Pierre-Auguste Renoir, realizzato nel 1910 e conservato presso la collezione Skira di Ginevra, in Svizzera.

## Descrizione

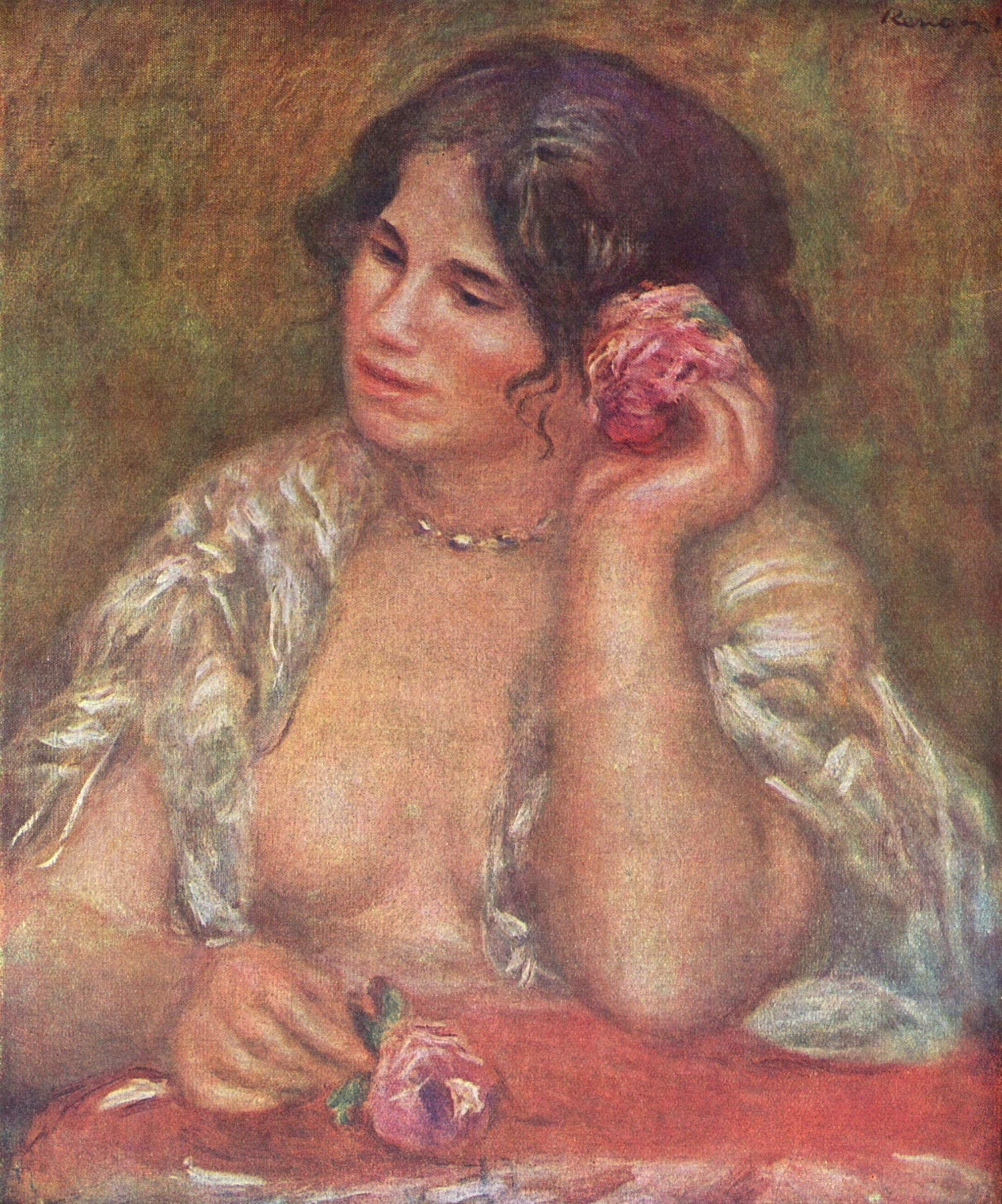
Pierre-Auguste Renoir, Gabrielle con la rosa (1911 circa)

Sin dai primi anni novanta dell'Ottocento Renoir dedicò molti dipinti a Gabrielle Renard, una cugina della moglie Aline, entrata in casa dal 1894 come bambinaia dei figli. In quest'opera Gabrielle veste una splendida tunica, aperta sul seno, le cui trasparenze sono suggerite da lucide pennellate bianche. Riallacciandosi alla tradizione rubensiana, Renoir conferisce alla donna una grande corporeità plastica, e le dona forme arrotondate, animate da un ritmo eterno e monumentale. Con la mano sinistra si posa una rosa tra i capelli: la scelta del fiore non è casuale e allude proprio alla giovinezza della modella. Dal punto di vista tecnico, invece, le pennellate sono morbide e pastose.
Vale infine la pena ricordare il vero e proprio culto che Renoir tributò alle donne e alla loro sempiterna bellezza. L'opera tarda del pittore è interamente consacrata all'indagine di Gabrielle e di altre figure muliebri, e la stessa dimora del pittore era assiduamente frequentata da donne di ogni genere. A dircelo è il figlio Jean Renoir, autore di alcune preziose memorie sul padre, nelle quali rammenta: «La nostra casa era una casa di donne. Mia madre, Gabrielle, tutte le ragazze, le domestiche, le modelle che giravano per la casa e le conferivano un tono decisamente anti-maschile». Dato il consistente numero di donne che gravitava intorno alla sua casa, lo stesso Renoir ebbe agio di pronunciarsi in merito allo scottante argomento dell'emancipazione femminile, affermando:
(Pierre-Auguste Renoir)